# Восстание в Буссе (1915)
Восстание в Буссе — восстание против политики непрямого правления в Британской Нигерии в июне 1915 года. 

## Предыстория
При администрации Фредерика Лугарда колониальные власти в Нигерии предоставляли отдельным регионам право на ограниченное самоуправление, известное как непрямое правление. Данный режим был основан на власти традиционных племенных вождей.
Город Бусса располагался в провинции Боргу, на западе Северной Нигерии. Традиционно он входил в состав эмирата Боргу. Местного эмира Киторо Гани считали слабым правителем, не имевшим достаточного влияния для сбора налогов или заполнения квот рабочих для работ на строительстве железных дорог. Поэтому в 1912 году эмират разделили на административные районы, каждый из которых управлялся байт-эль-малом. Самой Буссой правил Турака, бывший королевский советник.

## Развитие событий
Ликвидация эмирата не получила одобрения местных жителей. Копилось недовольство, которое с течением времени переросло в бунт.
Точная дата начала выступлений неизвестна. Как предполагается, это случилось в начале июня 1915 года. Отряд численностью около 600 человек, вооружённых стрелами и луками, во главе с местным князем Сабукки установил контроль над Буссой. Повстанцы перебили половину членов новой местной администрации, созданной всего три месяца назад. Остальным удалось бежать. Колониальная администрация получила известие о вооружённом выступлении 16 июня.  Хотя восстание было небольшим, оно вызвало панику, поскольку британским властям не хватало войск (большая часть сил участвовала в боях в Камеруне против немцев).
Из числа бойцов Западноафриканских пограничных войск и полиции местный администратор Гамильтон-Браун собрал отряд для похода на Буссу. Здесь завязался бой, в ходе которого правительственные силы не понеся потерь восстановили контроль над городом. Сабукки тем временем бежал в соседнюю Французскую Дагомею.

## Дальнейшее чтение
- Osuntokun, Akinjide (Spring 1971). Disaffection and Revolts in Nigeria during the First World War, 1914–1918. Canadian Journal of African Studies. 5 (2): 171–92. ISSN 0008-3968. JSTOR 483988.
- Dorward, David Craig (1974). Emirs and Rebels: Revolt in Bussa by Michael Crowder. The Journal of African History. 15 (3): 511–3. doi:10.1017/s0021853700013724. ISSN 0021-8537. JSTOR 180684.